# Schineria majae
Schineria majae là một loài ruồi trong họ Tachinidae.